# Xiong Dunhan
Xiong Dunhan (chiń. 熊敦瀚, ur. 11 listopada 1998 w Yueyangu) – chińska piłkarka wodna grająca na pozycji środkowego napastnika, reprezentantka kraju, dwukrotna olimpijka z Rio de Janeiro 2016 i z Tokio 2020, mistrzyni igrzysk azjatyckich.

## Kariera reprezentacyjna
Od 2014 reprezentuje Chińską Republikę Ludową na zawodach międzynarodowych. Z reprezentacją uzyskała następujące wyniki:
| Rok  | Impreza                            | Miejsce        | Pozycja     |      |                                    |       |            |
| ---- | ---------------------------------- | -------------- | ----------- | ---- | ---------------------------------- | ----- | ---------- |
| Rok  | Impreza                            | Miejsce        | Pozycja     | 2015 | Mistrzostwa Świata w Pływaniu 2015 | Kazań | 5. miejsce |
| 2016 | Letnie Igrzyska Olimpijskie 2016   | Rio de Janeiro | 7. miejsce  |      |                                    |       |            |
| 2017 | Mistrzostwa Świata w Pływaniu 2017 | Budapeszt      | 10. miejsce |      |                                    |       |            |
| 2018 | Igrzyska Azjatyckie 2018           | Dżakarta       | 1. miejsce  |      |                                    |       |            |
| 2019 | Mistrzostwa Świata w Pływaniu 2019 | Gwangju        | 11. miejsce |      |                                    |       |            |
| 2021 | Letnie Igrzyska Olimpijskie 2020   | Tokio          | 8. miejsce  |      |                                    |       |            |